# Clément Dupont
Clément Bernard Dupont (11 de abril de 1899 — 1 de novembro de 1993) foi um jogador de rugby union francês, medalhista olímpico.

## Carreira
Durante a sua carreira desportiva, esteve associado aos clubes Stadoceste tarbais, SA Bordelais, Racing Club de France e FC Lourdes. Ele integrou a equipe da Seleção da França que conquistou a medalha de prata nos Jogos Olímpicos de Verão de 1924 em Paris. Ele jogou as duas partidas da competição, nas quais os franceses derrotaram a Romênia por 61–3 no Stade de Colombes em 4 de maio, e duas semanas depois perderam para os EUA por 3–17.